# Nikol Pașinian
Nikol Pașinian (n. 1 iunie 1975, Iǰewan, Republica Sovietică Socialistă Armeană, URSS) este un politician armean care ocupă funcția de prim-ministru al Armeniei din 8 mai 2018.
Jurnalist de profesie, Pașinian și-a înființat propriul ziar în 1998, care a fost închis un an mai târziu. A fost condamnat pentru un an pentru defăimare împotriva ministrului securității naționale de atunci, Serzh Sargsian. A editat ziarul Haykakan Zhamanak („Armenian Times”) din 1999 până în 2012. Simpatizant al primului președinte al Armeniei, Levon Ter-Petrosian, a fost extrem de critic față de al doilea președinte Robert Kocharyan, ministrul apărării Serzh Sargsian și oligarhii lor aliați. El a condus un partid minor de opoziție la alegerile parlamentare din 2007, obținând 1,3% din voturi.
Pașinian a fost un susținător sincer al lui Ter-Petrosian, care a revenit în politică înainte de alegerile prezidențiale din 2008, pierzând în fața lui Serzh Sargsian, alegeri în care au existat acuzații de fraudate a votului pe scară largă și scene de violență. Remarcat pentru discursurile sale aprinse, Pașinian a avut un rol semnificativ în protestele post-electorale care au fost zdrobite de forțele guvernamentale la 1 martie 2008, ducând la moartea a zece persoane. Acuzat de „organizarea tulburărilor de masă”, s-a ascuns până la mijlocul anului 2009. A fost condamnat în mod controversat la șapte ani de închisoare; o mișcare văzută ca motivată politic. A fost eliberat în mai 2011 ca parte a unei amnistii generale. A fost ales în parlament în cadrul largii coaliții de opoziție a lui Ter-Petrosian, în Congresul Național Armean, în 2012.
Pashinyan s-a îndepărtat de Ter-Petrosian din motive politice, înființând partidul Contract civil. Alături de alte două partide de opoziție, Pașinian a format Alianța Ieșirea, care a obținut aproape 8% din voturi la alegerile parlamentare din 2017. A fost liderul revoluției armene din 2018, care l-a obligat pe premierul Serzh Sargsian și guvernul său să demisioneze. La 1 mai 2018, nu a reușit să obțină suficiente voturi din partea Parlamentului pentru a deveni el însuși prim-ministru, dar a fost ales în al doilea vot din 8 mai. Sub Pașinian, Armenia a înregistrat o îmbunătățire semnificativă a democrației, a libertății presei și a combaterii corupției. Economia Armeniei a crescut, de asemenea, semnificativ, devenind una dintre economiile cu cea mai rapidă creștere din Uniunea post-sovietică.
Pașinian a condus Armenia în războiul din Nagorno-Karabakh din 2020, cel mai recent și semnificativ focar de violență din cauza conflictului din Nagorno-Karabakh între Armenia și autoproclamata Republică Arțah și vecina sa, Azerbaidjan. Războiul, încheiat după 44 de zile de lupte printr-un acord trilateral de încetare a focului semnat de Pașinian la 9 noiembrie 2020, a dus la pierderi umane, materiale și teritoriale semnificative pentru partea armeană. În urma războiului, Pașinian s-a confruntat cu proteste în urma cărora i s-a solicitat demisia sa pentru semnarea armistițiului cu Azerbaidjan. În ciuda protestelor și a declarației a peste 40 de ofițeri militari de rang înalt care cereau demisia sa (pe care Pașinian a descris-o drept o tentativă de lovitură de stat), Pașinian a rezistat apelurilor de a preda puterea politică. La 25 aprilie 2021, Pașinian și-a anunțat demisia pentru a permite organizarea de alegeri rapide în iunie, deși a declarat că va rămâne în funcția de prim-ministru până la alegeri. Partidul său a câștigat alegerile din 2021, primind mai mult de jumătate din toate voturile.